# 정수민 (가수)
정수민(2004년 7월 27일 ~ )은 미국의 가수다. 2023년 10월 10일 EP《Phasis,》로 데뷔했다.

## 방송
- LOUD (2021) - Top74
- 청춘스타 (2022) - Top41
- 빌드업 : 보컬 보이그룹 서바이벌 (2024) - 4위

## 음반
- Phasis, (2023)

## 공연
- RED STATION#6 Izykite & JAEMAN & JUNGSOOMIN (2023)

## 라디오
- Radio'n Us (2023)